# Acanthoplesiops hiatti
Acanthoplesiops hiatti is een  straalvinnige vissensoort uit de familie van rifwachters of rondkoppen (Plesiopidae). De wetenschappelijke naam van de soort is voor het eerst geldig gepubliceerd in 1953 door Schultz.